# Río Aragua
Pour les articles homonymes, voir Aragua.
Le río Aragua est une rivière située dans la municipalité de Libertador, dans l'État d'Aragua au Venezuela. L'État a été nommé d'après le nom de cette rivière. 

## Description
La rivière mesure 58 kilomètres de longueur et se jette dans le lac de Valencia. 

## Villes traversées
- La Victoria, San Mateo, Cagua, La Encrucijada, Palo Negro